# Ojo Maduekwe
Ojo Maduekwe, né le 6 mai 1945 à Ohafia dans la colonie et protectorat du Nigeriaet mort le 29 juin 2016 à Abuja au Nigeria, est un homme politique nigérian.

## Biographie
Diplômé de l'université du Nigeria à Nsukka, Ojo Maduekwe est ministre des Affaires étrangères du Nigeria à partir du 26 juillet 2007 succédant à Joy Ogwu. Il est Secrétaire national du Parti démocratique populaire depuis 2003.
Il est ministre des Transports de 2001 à 2003 sous la présidence d'Olusegun Obasanjo.